# Патрик Обоя
Патрик Джозеф Обоя Оньянго (англ. Patrick Joseph Oboya Onyango; нар. 19 лютого 1987, Мукуру ква Ндженга, Найробі, Кенія) — кенійський футболіст, півзахисник.

## Ранні роки
Народився в Мукуру ква Ндженга, передмісті столиці Кенії, Найробі. На юнацькому рівні виступав за місцеву команду «Янг Спайдерс», після чого відправився для навчання у Вищу школу Камукунджи, де також виступав за місцеву футбольну команду.

## Клубна кар'єра

### Ранні роки та Європа
До переїзду за кордон виступав у кенійській Прем'єр-лізі. У вересні 2005 року приєднався до «АФК Леопардс», а в січні 2006 року перейшов до «Таскера». У лютому 2007 року виїхав до Чехії, де уклав договір з «Баніком» (Мост). У чехії провів майже чотири роки й у січні 2012 року підписав 3-річний контракт зі словацьким «Ружомбероком».

### «Гор Магія»
1 липня 2013 року, після успішно пройденого медогляду напередодні, представник кенійської Прем'єр-ліги «Гор Магія» підписав з Патриком контракт. Дебютував за К'Огало 17 липня 2013 року в переможному (2:0) поєдинку чемпіонату проти «Кемеліл Шугер» на Національному стадіоні Н'яйо. Обоя вийшов на поле на 79-й хвилині, замінивши Пола Кйонгеру.

### «Таскер»
Після півтора року, проведених у «Гор Магії», 26 січня 2015 року перейшов до «Таскера». У новій команді дебютував 21 лютого 2015 року в нічийному (1:1) поєдинку 1-о туру Прем'єр-ліги проти «Тіка Юнайтед» на Муніципальному стадіоні Тіка.

### Завершення кар'єри
Наступний сезон розпочав у складі «Какамега Гоумбойс» за який відіграв 4 поєдинки у Прем'єр-лізі. У 2017 році перебрався до «Поліс Карутурі», у складі якого 2018 року завершив кар'єру гравця.

## Кар'єра в збірній
У футболці національної збірної Кенії дебютував 2007 року, а востаннє виходив на футбольне поле 14 листопада 2012 року в товариському матчі проти Танзанії. Загалом же у футболці «Гарамбі Старз» зіграв 29 матчів, в яких відзначився 2-а голами. З 2-а голами став найкращим бомбардиром кенійської збірної під час кваліфікаційного турніру кубку африканських націй 2008 року в Гані.